# Championnat d'Autriche de football 1967-1968
Navigation
Saison précédente Saison suivante
La saison 1967-1968 du Championnat d'Autriche de football était la 57e édition du championnat de première division en Autriche. La Staatsliga A regroupe les 14 meilleurs clubs du pays au sein d'une poule unique où ils s'affrontent deux fois au cours de la saison, à domicile et à l'extérieur. À la fin de la saison, pour permettre le passage du championnat de 14 à 16 clubs en deux saisons, les 2 derniers du classement sont relégués et remplacés par les 3 meilleurs clubs de Regionalliga.
C'est le club du SK Rapid Vienne, tenant du titre, qui remporte le championnat en terminant en tête du classement final, avec 7 points d'avance sur le FC Wacker Innsbruck et 9 sur le FK Austria Vienne. C'est le 25e titre de champion d'Autriche de l'histoire du club, qui réussit un nouveau doublé en battant le Grazer AK en finale de la Coupe d'Autriche.

## Les 14 clubs participants
| - Wiener Sport-Club - SK Rapid Vienne - WSG Radenthein - Promu de Regionalliga - First Vienna FC - SK Austria Klagenfurt - FC Wacker Innsbruck - SC Eisenstadt - Promu de Regionalliga | - Linzer ASK - Schwarz-Weiß Bregenz - SK Admira Vienne Energie - FK Austria Vienne - Grazer AK - SK Sturm Graz - SV Austria Salzbourg - Promu de Regionalliga |

## Compétition

### Classement
Le barème utilisé pour établir le classement est le suivant :
- Victoire : 2 points
- Match nul : 1 point
- Défaite : 0 point

| Rang | Équipe                   | Pts | J  | G  | N  | P  | Bp | Bc | Diff |
| ---- | ------------------------ | --- | -- | -- | -- | -- | -- | -- | ---- |
| 1    | SK Rapid Vienne T C      | 44  | 26 | 21 | 2  | 3  | 75 | 24 | +51  |
| 2    | FC Wacker Innsbruck      | 37  | 26 | 15 | 7  | 4  | 45 | 27 | +18  |
| 3    | FK Austria Vienne        | 35  | 26 | 15 | 5  | 6  | 46 | 24 | +22  |
| 4    | Wiener Sport-Club        | 31  | 26 | 11 | 9  | 6  | 41 | 30 | +11  |
| 5    | SK Austria Klagenfurt    | 29  | 26 | 11 | 7  | 8  | 31 | 36 | -5   |
| 6    | Grazer AK                | 27  | 26 | 11 | 5  | 10 | 35 | 37 | -2   |
| 7    | SK Sturm Graz            | 25  | 26 | 9  | 7  | 10 | 38 | 47 | -9   |
| 8    | Linzer ASK               | 23  | 26 | 8  | 7  | 11 | 40 | 37 | +3   |
| 9    | SK Admira Vienne Energie | 21  | 26 | 5  | 11 | 10 | 41 | 47 | -6   |
| 10   | SC Eisenstadt P          | 21  | 26 | 8  | 5  | 13 | 26 | 33 | -7   |
| 11   | Schwarz-Weiß Bregenz     | 21  | 26 | 8  | 5  | 13 | 27 | 41 | -14  |
| 12   | SV Austria Salzbourg P   | 20  | 26 | 7  | 6  | 13 | 34 | 43 | -9   |
| 13   | First Vienna FC          | 15  | 26 | 7  | 1  | 18 | 27 | 50 | -23  |
| 14   | WSG Radenthein P         | 15  | 26 | 5  | 5  | 16 | 30 | 60 | -30  |

|  | Qualification pour la Coupe des clubs champions 1968-1969                    |
|  | Qualification pour la Coupe des Coupes 1968-1969                             |
|  | Qualification pour la Coupe des villes de foires 1968-1969                   |
|  | Relégation directe en Regionalliga                                           |
|  | T Tenant du titre C Vainqueur de la Coupe d'Autriche P Promu de Regionalliga |

## Bilan de la saison
| Championnat d'Autriche de football 1967-1968 |                             |
| Champion                                     | SK Rapid Vienne (25e titre) |
| Coupes et trophées                           |                             |
| Vainqueur de la Coupe d'Autriche 1967-1968   | SK Rapid Vienne             |
| Qualifications continentales                 |                             |
| Coupe d'Europe des clubs champions 1968-1969 | SK Rapid Vienne             |
| Coupe des Coupes 1968-1969                   | Grazer AK                   |
| Coupe des villes de foires 1968-1969         | Wiener Sport-Club           |
| Promotions et relégations                    |                             |
| Promus en Staatsliga A                       | WSV Donawitz                |
| Promus en Staatsliga A                       | Wacker AC                   |
| Promus en Staatsliga A                       | SV Wattens                  |
| Relégués en Regionalliga                     | First Vienna FC             |
| Relégués en Regionalliga                     | WSG Radenthein              |